# Assunta

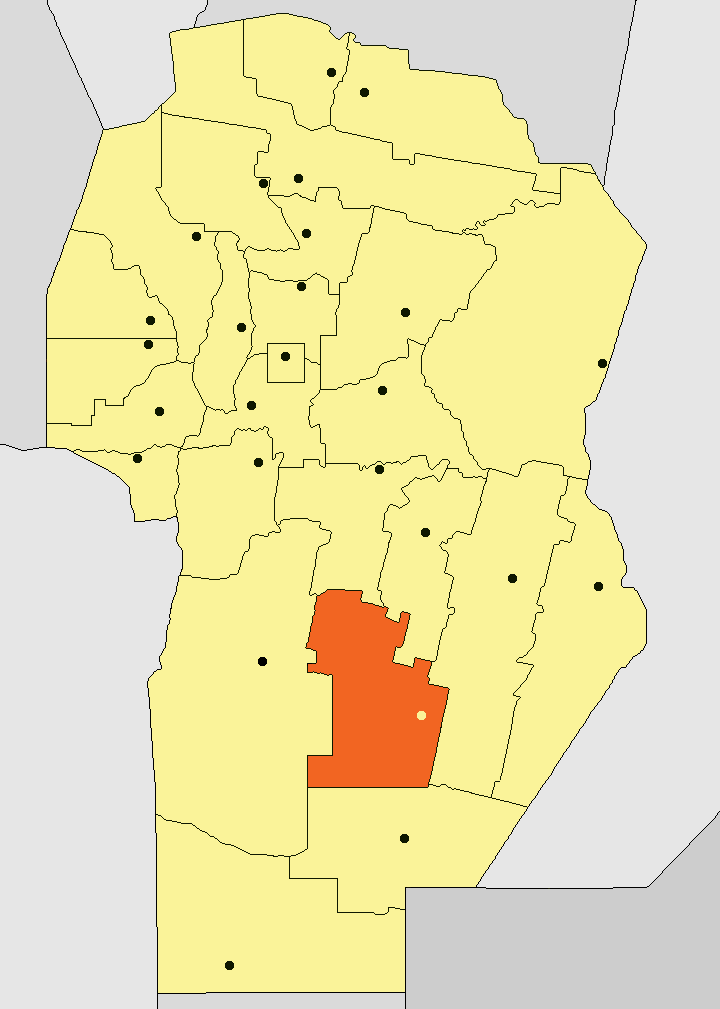
Mapa Juárez Celman na Província de Córdova.

Assunta é uma comuna da província de Córdoba, na Argentina.